# Cicadellini
Tribu
Les Cicadellini sont une tribu de cicadelles de la famille des Cicadellidae, sous-famille des Cicadellinae. Elle regroupe plusieurs milliers d'espèces décrites dans près de 300 genres.

## Systématique
La tribu des Cicadellini est attribuée, en 1825, à l'entomologiste français Pierre-André Latreille (1762-1833).

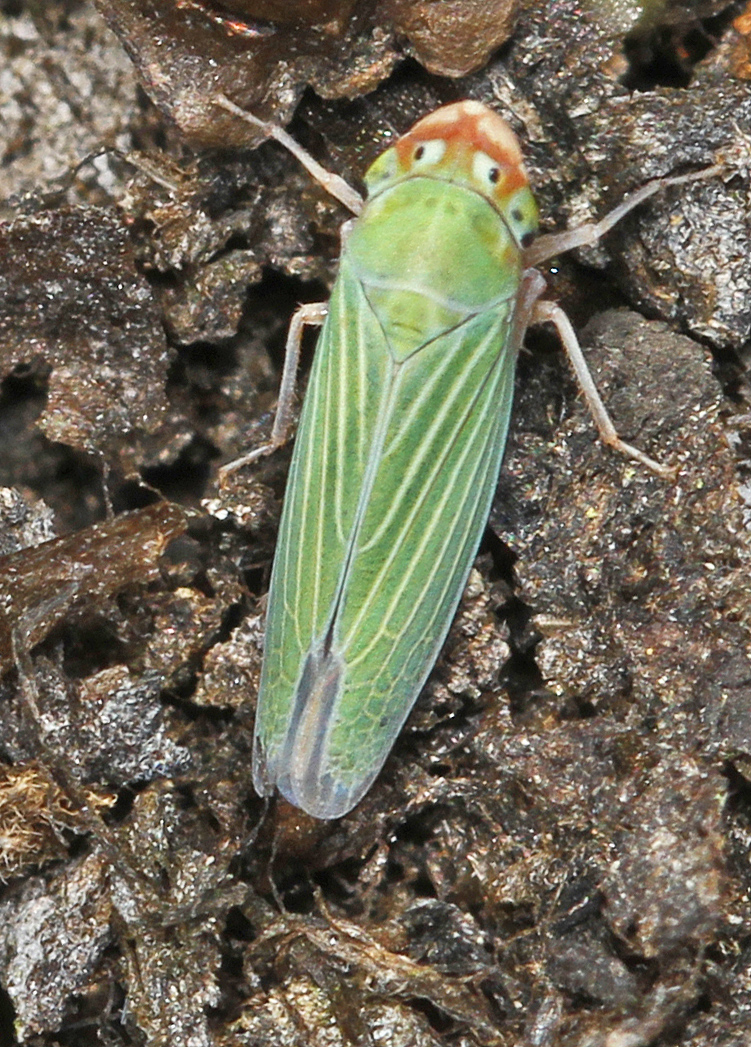
Xyphon flaviceps.

## Liste des genres
Selon BioLib (13 mai 2023) :
- Abothrogo Yang, 1980
- Abothrogonia Yang, 1980
- Acopsis Amyot & Serville, 1843
- Acrulogonia Young, 1977
- Acumada Young, 1986
- Agrosoma Medler, 1960
- Aguahua Young, 1977
- Aguana Melichar, 1926
- Aguatala Young, 1977
- Alahana Melichar, 1926
- Albiniana Cavichioli, 1996
- Allogonia Melichar, 1926
- Allonolla Young, 1977
- Alocha Melichar, 1926
- Amalfia Melichar, 1924
- Ambigonalia Young, 1977
- Amblyscarta Stål, 1869
- Amblyscartidia Young, 1977
- Amphigonalia Young, 1977
- Amplimada Young, 1986
- Anacofana Young, 1986
- Anagonalia Young, 1986
- Anatkina Young, 1986
- Apogonalia Evans, 1947
- Apulia Distant, 1908
- Arragsia Young, 1986
- Aspilodora Melichar, 1926
- Ateloguina Young, 1986
- Atkinsoniella Distant, 1908
- Aurigoniella Takiya, Mejdalani & Felix, 2001
- Aurogonalia Young, 1977
- Backhoffella Schmidt, 1928
- Balacha Melichar, 1926
- Baleja Melichar, 1926
- Barbinolla Young, 1977
- Begonalia Young, 1977
- Beirneola Young, 1977
- Bhandara Distant, 1908
- Bharagonalia Young, 1986
- Bharata Distant, 1918
- Bhooria Distant, 1908
- Biprocessa Meng & Yang, 2015
- Bornatka Young, 1986
- Borogonalia Young, 1977
- Bothrogonia Melichar, 1926
- Breviguina Young, 1986
- Bubacua Young, 1977
- Bucephalogonia Melichar, 1926
- Caldwelliola Young, 1977
- Camaija Young, 1977
- Campecha Melichar, 1924
- Capcoana Young, 1986
- Caragonalia Young, 1977
- Caragonia Takiya, Cavichioli & Mejdalani, 2003
- Cardioscarta Melichar, 1926
- Caribovia Young, 1977
- Castanoguina Young, 1986
- Catagonalia Evans, 1947
- Catenocola Young, 1986
- Cavichia Nemésio, 2006
- Cavichiana Mejdalani et al., 2014
- Caxia Melichar, 1924
- Cephalogonalia Evans, 1947
- Chichahua Young, 1977
- Chlorogonalia Young, 1977
- Cibra Young, 1977
- Cicadella Latreille, 1817
- Ciminius Metcalf & Bruner, 1936
- Cinerogonalia Young, 1977
- Clinogonalia Young, 1986
- Clypelliana Cavichioli, 1998
- Cofana Melichar, 1926
- Colliguina Young, 1986
- Conogonia Breddin, 1903
- Conoguinula Young, 1986
- Coronigonalia Young, 1977
- Coronigoniella Young, 1977
- Crossogonalia Young, 1977
- Cubrasa Young, 1977
- Cuitlana Young, 1977
- Cyclogonia Melichar, 1926
- Daedaloscarta Cavichioli & Takiya, 2012
- Dasmeusa Melichar, 1926
- Decua Oman, 1949
- Demadana Young, 1986
- Derogonia Melichar, 1926
- Diedrocephala Spinola, 1850
- Dilobopterus Signoret, 1850
- Diodontophorus Huh & Kwon, 1994
- Draeculacephala Ball, 1901
- Ehagua Melichar, 1926
- Eldarbala Young, 1977
- Emadiana Young, 1986
- Erragonalia Young, 1986
- Erythrogonia Melichar, 1926
- Exogonia Melichar, 1926
- Ferrariana Young, 1977
- Fingeriana Cavichioli, 2003
- Fonsecaiulus Young, 1977
- Fusigonalia Young, 1977
- Garguina Young, 1986
- Geitogonalia Young, 1977
- Gillonella Nielson & Godoy, 1995
- Gorgonalia Young, 1977
- Graphocephala Van Duzee, 1916
- Graphogonalia Young, 1977
- Graptoguina Young, 1986
- Griveaudana Young, 1986
- Guineotetta Young, 1986
- Gununga Melichar, 1914
- Gunungidia Young, 1986
- Hadria Metcalf & Bruner, 1936
- Hangapa Young, 1986
- Hanshumba Young, 1977
- Helochara Fitch, 1851
- Helocharina Melichar, 1926
- Heteroguina Young, 1986
- Hortensia Metcalf & Bruner, 1936
- Immadellana Young, 1986
- Inuyana Young, 1977
- Iragua Melichar, 1926
- Ishidaella Matsumura, 1912
- Isogonalia Young, 1977
- Jakrama Young, 1977
- Janastana Young, 1977
- Jeepiulus Cavichioli, 2000
- Jozima Young, 1977
- Juliaca Melichar, 1926
- Kapateira Young, 1977
- Kepulana Young, 1986
- Kikuchiella Kato, 1932
- Kogigonalia Young, 1977
- Kolla Distant, 1908
- Ladoffa Young, 1977
- Lanceoscarta Takiya & Cavichioli, 2005
- Laneola Young, 1977
- Latiguina Young, 1986
- Lautereria Young, 1977
- Lebaja Young, 1977
- Lebaziella Cavichioli, 2010
- Lissoscarta Stål, 1869
- Luzoniana Metcalf, 1953
- Macugonalia Young, 1977
- Macumada Young, 1986
- Macunolla Young, 1977
- Madagena Young, 1986
- Madanata Young, 1986
- Madaura Young, 1986
- Madessina Young, 1986
- Madicola Young, 1986
- Madranga Young, 1986
- Madriscula Young, 1986
- Madumbra Young, 1986
- Maguangua Melichar, 1926
- Mahaja Young, 1986
- Malgasicola Young, 1986
- Malgasiella Young, 1986
- Malissiana Evans, 1954
- Manzutus Oman, 1949
- Mareja Melichar, 1926
- Mascarenotettix Evans, 1954
- Medlerola Young, 1977
- Melanguina Young, 1986
- Mesogonia Melichar, 1926
- Metascarta Melichar, 1926
- Miarogonalia Young, 1977
- Microgoniella Melichar, 1926
- Mimiya Young, 1986
- Miscana Yang & Zhang, 2001
- Monomada Young, 1986
- Moruloguina Young, 1986
- Mucrometopia Melichar, 1925
- Naltaca Young, 1977
- Namsangia Distant, 1908
- Nanatka Young, 1986
- Nannogonalia Young, 1977
- Neiva Melichar, 1925
- Neodayoungia Mejdalani, 1994
- Neohadria Freytag, 2007
- Nielsonia Young, 1977
- Nitidoguina Young, 1986
- Oeogonalia Young, 1977
- Onega Distant, 1908
- Oragua Melichar, 1926
- Orechona Melichar, 1926
- Orianajea Young, 1986
- Ortega Melichar, 1924
- Pachitea Melichar, 1926
- Paguinapua Young, 1986
- Palingonalia Young, 1977
- Pamplona Melichar, 1926
- Pamplonoidea Young, 1977
- Paracatua Melichar, 1926
- Paragonalia Evans, 1947
- Parahadria Freytag, 2007
- Parasubrasaca Mejdalani & Cavichioli, 2013
- Parathona Melichar, 1926
- Paratkina Young, 1986
- Paratubana Young, 1977
- Parinaeota Melichar, 1926
- Paromenia Melichar, 1926
- Pawiloma Young, 1977
- Pegogonia Young, 1977
- Pelaguina Young, 1986
- Pisachoides Distant, 1914
- Platygonia Melichar, 1925
- Plerogonalia Young, 1977
- Plesiommata Provancher, 1889
- Plummerella DeLong, 1942
- Poecilocarda Metcalf, 1952
- Poeciloscarta Stål, 1869
- Polisanella Melichar, 1926
- Poochara Stål, 1869
- Processina Yang, Deitz & Li, 2005
- Punahuana Young, 1977
- Ramosulus Young, 1977
- Resimaguina Young, 1986
- Rhopalogonia Melichar, 1926
- Roguina Young, 1986
- Ronjpelana Young, 1986
- Rotigonalia Young, 1977
- Ruppeliana Young, 1977
- Sailerana Young, 1977
- Schildola Young, 1977
- Schistogonalia Young, 1977
- Scopogonalia Young, 1977
- Scoposcartula Young, 1977
- Seasogonia Young, 1986
- Segonalia Young, 1977
- Selvitsa Young, 1977
- Serpa Distant, 1908
- Sibovia China, 1927
- Sisimitalia Young, 1977
- Sochinsogonia Young, 1986
- Sochinsogonioidia McKamey, Xue & Zhang, 2014
- Sonesimia Young, 1977
- Soosiulus Young, 1977
- Sphaeropogonia Breddin, 1901
- Sphinctogonia Breddin, 1901
- Sphinctogoniella Meng, Yang & Zhou, 2016
- Spinagonalia Cavichioli, 2008
- Stehlikiana Young, 1977
- Stenatkina Young, 1986
- Stephanolla Young, 1977
- Strictogonia Melichar, 1926
- Subrasaca Young, 1977
- Syncharina Young, 1977
- Tacora Melichar, 1926
- Tahuampa Young, 1977
- Tantogonalia Young, 1977
- Teleogonia Melichar, 1924
- Teloguina Young, 1986
- Tettigellita Young, 1986
- Tettigoniella Jacobi, 1904
- Tettisama Young, 1977
- Tettiselva Young, 1977
- Tipuana Melichar, 1926
- Tlagonalia Young, 1977
- Torresabela Young, 1977
- Tortigonalia Young, 1977
- Trachygonalia Young, 1977
- Trachyguina Young, 1986
- Trichogonia Breddin, 1901
- Tsarata Young, 1986
- Tubiga Young, 1977
- Tuguinana Young, 1986
- Tylozygus Fieber, 1865
- Unguinana Young, 1986
- Uperogonalia Young, 1977
- Versigonalia Young, 1977
- Vidanoana Young, 1977
- Willeiana Young, 1977
- Wolfniana Cavichioli, 2000
- Wutingia Melichar, 1926
- Xenogonalia Young, 1977
- Xyphon Hamilton, 1985
- Zaruma Melichar, 1926

## Publication originale
- Latreille, Familles naturelles du règne animal, exposées succinctement et dans un ordre analytique, avec l’indication de leurs genres, Paris, J-B. Baillière, 1825, 570 p. (DOI 10.5962/bhl.title.34914, lire en ligne).